# برنهارد بيرثيلسن
برنهارد بيرثيلسن هو سياسي نرويجي، ولد في 16 مارس 1897 في Sør-Audnedal ‏ في النرويج، وتوفي في 25 أغسطس 1964. نشط حزبياً في الحزب الليبرالي. وقد انتخب عضو برلمان النرويج ‏ عن دائرة Market towns of Telemark and Aust-Agder counties ‏ وقد انضم خلال فترته النيابية ‏ (1950 – 1953) للكتلة البرلمانية الحزب الليبرالي وانتخب عضو برلمان النرويج ‏ عن دائرة Market towns of Telemark and Aust-Agder counties ‏ وقد انضم خلال فترته النيابية ‏ (1945 – 1949) للكتلة البرلمانية الحزب الليبرالي.